# Difosgênio
| Disfosgênio                       | Disfosgênio |
| --------------------------------- | ----------- |
| Nomes:                            | DP          |
| Triclorometil cloroformato        |             |
| Cloroformato tricloreto de metila |             |

| Propriedades      | Propriedades |
| ----------------- | ------------ |
| Formula molecular | C2Cl4O2      |
| Massa molecular   | 197.82 g/mol |
| Complexidade      | 94.7         |
| Cor do liquido    | Incolor      |
| Odor              | feno mofado  |
| Ponto de ebulição | 126°C        |
| Ponto de fusão    | -57°C        |

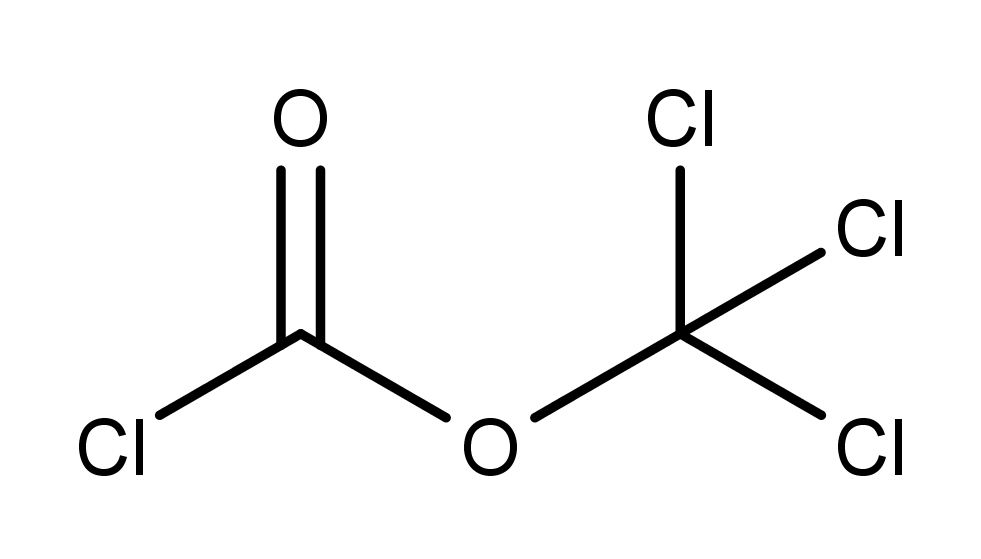

Difosgênio ou pelo seu código DP são nomes dados comumente ao composto organoclorado na formula molecular de {\displaystyle {\ce {C2Cl4O2}}}e formulado em {\displaystyle {\ce {ClCOOCCl3}}} o Triclorometil cloroformato, é um agente para cloração e um agente de guerra irritante, corrosivo e de ação sufocante, é mais potente que seu variante o fosgênio, ambos cheiram a feno mofado.

## Propriedades[3]
É um liquido incolor com odor e características similares ao do fosgênio, é insolúvel em água, é solúvel em etanol, éter dietilico e em outros solventes orgânicos, é relativamente estável em ambiente, é um organoclorado com a formula molecular de {\displaystyle {\ce {C2Cl4O2}}}, possui a massa molecular de 197.82 g/mol e massa exata de 197.862 g/mol, seu ponto de fusão é de -57°C e seu ponto de ebulição de 128°C, é bastante volátil, se entrar em contato com agentes nucleófilos tal como a água o difosgênio é decomposto para cloreto de hidrogênio e Dióxido de carbono, não é combustível.

## Usos
é usado em laboratórios para a cloração e para formação de agentes carboxílicos, cetonas e esters clorofórmicos

## Primeira guerra mundial
Foi utilizado pelo Império Alemão como agente sufocante, foi descoberto a partir do fosgênio em 1916 com intuito de destruir os filtros da mascara.

## Toxicidade[4]
O difosgênio é muito irritante e perigoso em todas vias de exposição, não possui antídotos, leve exposição traz leves sintomas de irritação corporal, alta exposição faz o ser exposto a cheirar a feno mofado e ter grande dificuldade de respirar, muita irritação em todas as vias de exposição, manter pessoas expostas a este agente ao ar livre ou a respiração artificial, não é indicado fazer respiração boca a boca, retirar as roupas da pessoa exposta ao agente.

## Perigos
A 320°C ou a temperaturas mais baixas com a ajuda de um catalisador o composto se decompõe para fosgênio, o mesmo processo de decomposição é utilizado para a síntese opcional do DP.